# Tjörnarps distrikt
Tjörnarps distrikt är ett distrikt i Höörs kommun och Skåne län. 
Distriktet ligger nordost om Höör. 

## Tidigare administrativ tillhörighet
Distriktet inrättades 2016 och utgörs av en del av området Höörs köping omfattade till 1971, delen som före 1969 utgjorde Tjörnarps socken.
Området motsvarar den omfattning Tjörnarps församling hade vid årsskiftet 1999/2000.